# Sprezzatura

Peinture de Baldassare Castiglione par Raffaello Sanzio en 1515

Faire preuve de sprezzatura (nonchalance) est, selon Baldassare Castiglione dans Le Livre du courtisan (Il Libro del Cortegiano, 1528), une des vertus essentielles de l'homme de cour. Il s'agit pour Castiglione :
« de fuir le plus que l'on peut, comme une très âpre périlleuse roche, l'affectation : et pour dire, peut-être, une parole neuve, d'user en toutes choses d'une certaine nonchalance, qui cache l'artifice, et qui montre ce qu'on fait comme s'il était venu sans peine et quasi sans y penser » ; en effet, « le vrai art est celui qui ne semble être art ».
Cette faculté de donner une apparence de facilité, d'aisance et de naturel aux réalisations les plus ardues est une des caractéristiques de l'art de la Renaissance.

## Dans la littérature de la Renaissance
Du Bellay, dans le premier sonnet des Regrets, fait mine d'écrire ses vers « à l'aventure » : « Aussi ne veux-je tant les pigner et friser / Et de plus braves noms ne les veux déguiser, / Que de papiers journaux, ou bien de commentaires. » Ce n'en sont pourtant pas moins des vers. 
Montaigne, quant à lui, prétend écrire « à sauts et à gambade » (Essais, III. 8. De l'art de conférer). Cependant, si ses Essais ne sont pas écrits en vers, ce n'est pas pour autant qu'ils ne sont pas extrêmement travaillés. Jusqu'à sa mort, Montaigne supprime et ajoute, corrige et remanie un texte dont la rédaction n'a pas duré moins de vingt ans. Dans un texte adressé au lecteur, rédigé en 1580 et placé en tête des deux premiers livres des Essais l'année de leur publication, il affirme qu'il s'y serait « très volontiers peint tout entier et tout nu » : « Je veux qu'on m'y voit en ma façon simple, naturelle et ordinaire, sans contention et artifice. »

## En équitation
À la Renaissance, l'art équestre est considérée comme le domaine privilégié de la sprezzatura et devient la discipline première dans l'éducation du gentilhomme. Grâce à elle, il apprend l'art de commander et le contrôle de soi. L'équitation constitue dès lors une partie inaliénable du cursus éducatif du noble et du gentilhomme. Les Académies équestres voient le jour où sont enseignés, outre l'art équestre, les humanités, la musique, les mathématiques et le dessin. 
Dans son traité d'équitation, L'Arte del Cavallo, publié en 1696, Luigi Santapaulina, écuyer de la reine Christine de Suède, puis maître d'équitation de l'Académie Delia de Padoue de 1692 à 1700, décrit notamment les « cavalcades », c’est-à-dire les processions qui ont lieu pour des occasions particulières et des fêtes, et lors desquelles les cavaliers doivent suivre un ordonnancement strict et exécuter des exercices de haute-école démontrant leurs qualités équestres, mais qui sont aussi une manière de manifester leur galanterie envers les femmes. Il convient de noter, même si nous sommes plus d’un siècle et demi après Le livre du courtisan, on trouve dans ce passage le même code de la « sprezzatura » et la même désapprobation pour l’affectation qui ont été théorisées par Baldassare Castiglione.

## En habillement
Le terme sprezzatura désigne par extension une manière de se vêtir chez les hommes, et « uniquement chez les hommes », caractérisée par une nonchalance feinte dans le vêtement et des tenues en réalité travaillées avec soin. 
Pour Catherine Berliet, auteur de Et si j'avais du charisme, « ce raffinement extrême et confidentiel reste l’apanage de happy few qui refusent l’ordinaire et s’entichent d’extraordinaire sans ostentation tout en gardant une maîtrise bien singulière, panachée de style, de classe et de décontraction. ».